# Don Checco
Don Checco è un'opera in due atti composta da Nicola De Giosa su libretto di Almerindo Spadetta. Ha debuttato l'11 luglio 1850 al Teatro Nuovo di Napoli. Don Checco è considerato il capolavoro di De Giosa e uno degli ultimi grandi successi della storia dell'”opera buffa” napoletana.
Ambientato in una locanda di un paesino vicino a Napoli, la storia dell'opera ha i tipici elementi del genere dell'opera buffa napoletana: giovani amanti in difficoltà, inganni, confusione di identità e un lieto fine. Il suo protagonista è l’ospite di una locanda, Don Checco Cerifoglio, un anziano signore indebitato e in fuga dall'ufficiale giudiziario del misterioso Conte de’ Ridolfi. L'opera ebbe una prima serie di 98 rappresentazioni al Teatro Nuovo e fu regolarmente rappresentata in numerosi teatri d'opera in Italia e all'estero nei successivi quattro decenni. Dopo anni di abbandono, è stata ripresa nel 2014 in una coproduzione del Teatro San Carlo di Napoli e del Festival della Valle d'Itria di Martina Franca.
Don Checco è la quinta opera di De Giosa. Almerindo Spadetta, avvocato di formazione e prolifico librettista per vocazione, aveva anche scritto il libretto per la seconda opera di De Giosa, Elvina, un'opera semiseria che debuttò a Napoli nel 1845. In ‘’Don Checco’’, come nella maggior parte delle opere buffe napoletane del periodo, i dialoghi e le arie dei personaggi principali sono in napoletano. Il successo o il fallimento dello spettacolo dipendeva spesso dall'abilità del basso buffo che interpretava il ruolo protagonista e che improvvisava molte delle sue parti, a volte rivolgendosi direttamente al pubblico. Il Don Checco di De Giosa era Raffaele Casaccia, un veterano dei teatri d'opera napoletani famoso per le sue interpretazioni comiche. Due degli altri ruoli chiave di basso buffo, Bartolaccio e Succhiello (i principali antagonisti di Don Checco), furono interpretati da Giuseppe Fioravanti e suo figlio Valentino. Come il Casaccia, erano entrambi i punti fermi del cast del Teatro Nuovo di Napoli. Lo storico della musica Sebastian Werr ha sottolineato che il povero Don Checco, che inizialmente ottiene gratuitamente vitto e alloggio alla locanda attraverso un inganno e alla fine vede perdonati i suoi debiti, può essere visto come la realizzazione di un sogno per il pubblico del Teatro Nuovo. Questo era infatti formato per lo più della classe media e medio-bassa napoletana che si guadagnava a malapena da vivere. Secondo Werr, il finale, inno all'indebitamento di Don Checco, è anche un'affermazione dell'idea, “spesso vista come tipicamente napoletana, che una certa sfacciataggine è necessaria per cavarsela nella vita.”

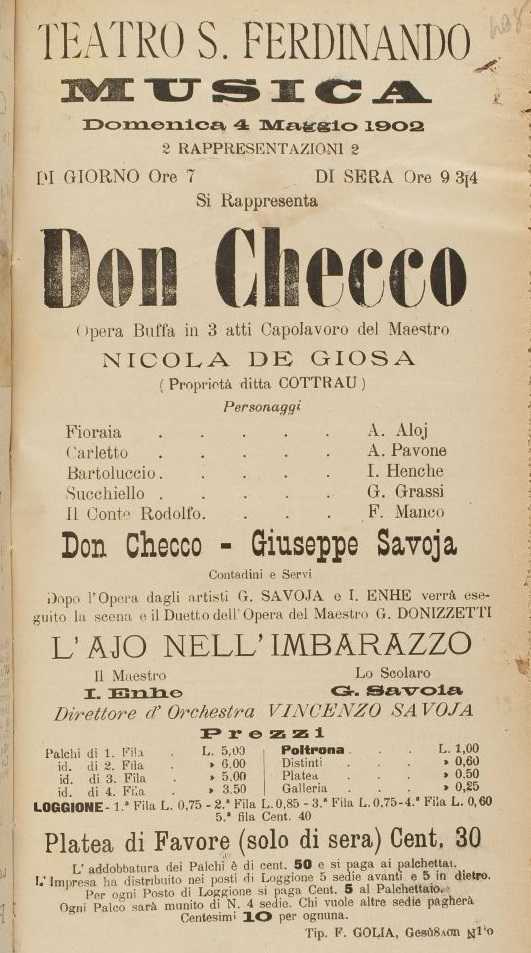
Manifesto per una recita di Don Checco al Teatro San Ferdinando nel 1902

## Storia delle rappresentazioni
La prima di Don Checco dell'11 luglio 1850 al Teatro Nuovo fu un clamoroso successo. Fu prevista una serie iniziale di 98 spettacoli, e nel 1851 la produzione del Teatro Nuovo con i suoi cantanti e orchestra fu rappresentata sul palcoscenico del "Teatro San Carlo" di Napoli, per uno spettacolo speciale di beneficenza per i poveri della città. Secondo i resoconti dell'epoca fu raccolta una grande somma di denaro. L'opera era una delle preferite del re  Ferdinando II, che spesso assisteva alle sue rappresentazioni a Napoli. [5] Durante una visita di Stato a Lecce nel 1859, la città perparò per lui una rappresentazione di gala de Il trovatore di Verdi. Tuttavia, quando Ferdinando venne a sapere del programma e avendo scoperto che Michele Mazzara, un famoso basso buffo napoletano, era in città, chiese ai suoi ospiti di mettere invece su Don Checco: "Che Trovatore e Trovatore, voglio sentì Don Checco; me voglio divertì." Il teatro prontamente organizzò lo spettacolo con poche ore di preavviso.
Nei quattro decenni successivi alla sua prima, Don Checco avrebbe avuto oltre 80 produzioni diverse. Fu eseguita in tutta Italia e all'estero, tra cui Francia, Malta, Il Cairo, Barcellona e Madrid ed era ancora eseguita a Napoli fino al 1902. Per le esibizioni fuori Napoli, il libretto era solitamente adattato ai gusti del posto, con le battute di Don Checco tradotte dal napoletano in italiano. Gli adattamenti includevano la versione italiana del libretto di Carlo Cambaggio che convertiva in versi la prosa originale di Spadetta. Un'altra versione del libretto pubblicata nel 1877 adattò la storia per un cast di soli uomini con la figlia del locandiere Fiorina (l'unico personaggio femminile nella versione originale) che divenne il figlio del locandiere Fiorino. [3] Nonostante la sua grande popolarità, Don Checco uscì dal repertorio all'inizio del XX secolo, anche se in seguito fu evocato in "Don Checchino", una canzone di bravura composta da Raffaele Viviani da eseguire nella sua opera L'ombra di Pulcinella del 1933. 
La prima rappresentazione dell'opera in tempi moderni si è svolta il 25 settembre 2014 nel  Teatrino di corte del  Palazzo Reale di Napoli, l'ex dimora di Ferdinando II. La ripresa è stata una coproduzione del Teatro San Carlo di Napoli e del Festival della Valle d'Itria di Martina Franca. Lo spettacolo è stato eseguito utilizzando un'edizione critica della partitura di Lorenzo Fico ed è stato diretto da Lorenzo Amato che ha aggiornato l’ambientazione dal 1800 agli anni '40 del Novecento. Francesco Lanzillotta ha diretto l'orchestra e il coro del Teatro San Carlo, mentre Nicola Rubertelli ha curato la scenografia. L'opera è stata eseguita nuovamente nel luglio 2015 al Festival della Valle d'Itria. Questa ripresa (con un nuovo cast) è stata registrata dal vivo e pubblicata nel 2016 dall'etichetta Dynamic.

## Ruoli
| Role                                                                  | Voice type | Cast della prima assoluta, 11 luglio 1850 |
| --------------------------------------------------------------------- | ---------- | ----------------------------------------- |
| Don Checco Cerifoglio,                                                | Basso      | Raffaele Casaccia                         |
| Bartolaccio, Oste                                                     | Basso      | Giuseppe Fioravanti                       |
| Fiorina, Sua figlia                                                   | Soprano    | Giorgina Evrard                           |
| Carletto, Garzone dell’osteria                                        | Tenore     | Tancredi Remorini                         |
| il Signor Roberto, Un pittore                                         | Basso      | Raffaele Grandillo                        |
| Succhiello Scorticone, Usciere                                        | Basso      | Valentino Fioravanti                      |
| Un fattore, due agenti della forza pubblica, due garzoni dell’osteria |            |                                           |

Atto I

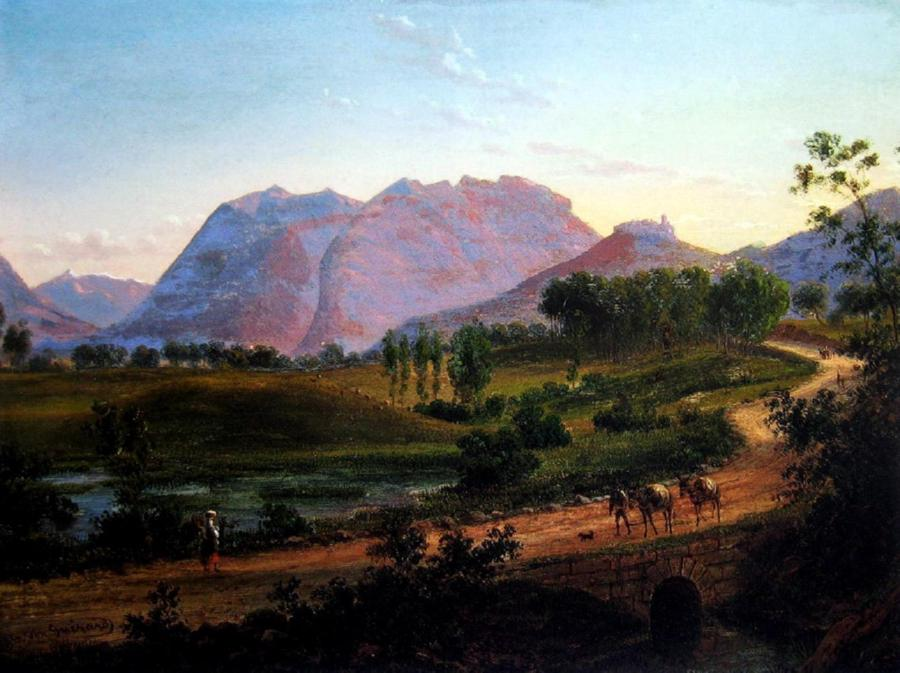
La rappresentazione di Eugene von Guerard della strada per Napoli attraverso la Campania c. 1830

L'opera si apre all'interno della locanda di Bartolaccio. La strada per Napoli con le colline in lontananza può essere vista attraverso l'ingresso della locanda. La figlia di Bartolaccio, Fiorina, è al suo filatoio in sala da pranzo, mentre Bartolaccio e il suo capo cameriere Carletto si affrettano a servire gli ospiti. Roberto, un artista che soggiorna alla locanda, siede su un lato della stanza dipingendo al suo cavalletto ed è apparentemente disinteressato a ciò che accade. All'insaputa di tutti, in realtà è il ricco conte de Ridolfi travestito. Bartolaccio accusa Fiorina di flirtare con tutti gli uomini presenti e le ordina di portare il suo filatoio in cucina. Roberto si lamenta con lui per il suo comportamento duro, cosa che fa anche Fiorina. Successivamente Fiorina e Carletto si dichiarano innamorati. Quando lo dicono a Bartolaccio, questi rifiuta categoricamente di acconsentire al matrimonio, giurando che permetterà a Fiorina di sposare solo un uomo ricco. Ordina a Carletto di uscire dalla locanda, ma il giovane riesce invece a intrufolarsi nella cantina.

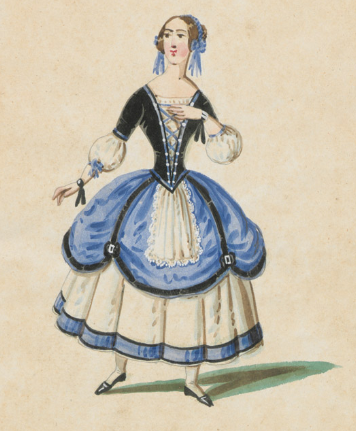
Costume di Fiorina per una produzione del 1853 al Teatro del Fondo di Napoli

A questo punto Don Checco Cerifoglio irrompe nella locanda. Mal vestito e completamente esausto, è in fuga da un ufficiale giudiziario che lo insegue per i tanti debiti che deve al conte de Ridolfi. Durante un lungo scambio tra Don Checco e Bartolaccio, che va a prendere la sua ordinazione, Bartolaccio si convince che Don Checco è in realtà il Conte de Ridolfi. Il conte è noto per viaggiare nei suoi domini sotto mentite spoglie per osservare i suoi sudditi. Poiché anche Bartolaccio deve del denaro al conte, tratta ossequiosamente l'ospite. Don Checco lascia credere a Bartolaccio di essere il conte, mentre Roberto (il vero conte) guarda con stupore questo volgersi degli eventi. Successivamente Fiorina e Carletto si avvicinano a Don Checco. Anche loro sono convinti che sia lui il conte e sperano che interceda presso Bartolaccio in loro favore. Fiorina inizia a raccontare la sua storia, ma Don Checco la fraintende e pensa che sia innamorata di lui. Quando lei e Carletto lo disingannano, lui si arrabbia. Fiorina corre in cucina e Carletto si rifugia ancora una volta in cantina.
Atto II
Fiorina e Carletto si avvicinano nuovamente a Don Checco. Gli chiedono perdono per il precedente malinteso e lui, a malincuore, concede di intervenire a loro favore. Dopo la partenza, Roberto, che ha ascoltato l'intero scambio dalla sua stanza, sollecita anche Don Checco ad aiutare la giovane coppia. Nell'attesa del suo pasto, Don Checco sente qualcuno che gli sibila dall'ingresso. È Succhiello Scorticone, l'ufficiale giudiziario che lo insegue. Ordina a Don Checco di uscire per poterlo arrestare. Don Checco rifiuta e avviene uno scambio rabbioso. A questo punto arriva Bartolaccio. Avendo parlato con Succhiello, è furioso che Don Checco lo abbia preso in giro e gli ordina di andarsene. Don Checco rifiuta ancora.
Fiorina e Carletto aspettano all'osteria l'arrivo del notaio che li sposerà. Credendo ancora che Don Checco sia davvero il Conte de Ridolfi, i giovani sposi sono convinti che sia intervenuto presso il padre di Fiorina per permettere il matrimonio. In quanto potente nobile, non sarebbe stato rifiutato. Intanto arrivano i contadini che avevano saputo che il conte soggiornava all'osteria portando fiori e ghirlande per rendergli omaggio. Circondato dai contadini e con l'ufficiale giudiziario e due carabinieri che aspettano fuori, Don Checco si dispera. Le cose si aggravano per lui con l'arrivo di Bartolaccio che espone alla costernazione di tutti l'inganno di Don Checco.
Un contadino poi consegna una lettera a Succhiello che la apre e ne legge il contenuto a tutti i presenti. È del Conte de Ridolfi. In essa perdona i debiti sia di Don Checco sia di Bartolaccio e dichiara il suo espresso desiderio che Fiorina e Carletto si sposino. Inoltre conferisce una dote di 1000 ducati a Fiorina e un dono di 3000 ducati a Carletto. Stupito, Bartolaccio chiede a Succhiello come il conte poteva sapere cosa stava succedendo alla locanda. Succhiello rivela che il conte era sempre stato lì travestito da artista Roberto. Bartolaccio acconsente volentieri al matrimonio e offre a Don Checco ospitalità gratuita presso la sua locanda. L'opera si conclude con Don Checco che canta un lungo soliloquio sull'indebitamento e osserva che a volte può portare a una felicità imprevista. Poi saluta tutti: "Ricordatevi di me, debitore don Checco", al quale rispondono: "Sì, tutti ricorderanno il debitore fortunato". Cala il sipario.

## Registrazioni
- De Giosa: Don Checco – Domenico Colaianni (Don Checco), Carmine Monaco (Bartolaccio), Carolina Lippo (Fiorina),  Francesco Castoro (Carletto), Rocco Cavalluzzi (Roberto), Paolo Cauteruccio (Succhiello Scorticone); Transylvania State Philharmonic Chorus, Orchestra Internazionale d’Italia, Matteo Beltrami (Direttore). Registrato al Festival della Valle d'Itria, Luglio 2015. Etichetta: Dynamic CDS7737[11]